# British Columbia Highway 43
Der British Columbia Highway 43 liegt im Südosten der kanadischen Provinz British Columbias. Er zweigt in Sparwood vom Highway 3, dem Crowsnest Highway, in nördlicher Richtung ab und endet nach 35 km in Elkford.

## Streckenverlauf
Am Rande der Gemeinde Sparwood zweigt der Highway vom Crowsnest Highway nach Norden weisend ab. Dies ist der östlichste Abzweig einer übergeordneten Straße vom Crowsnest Highway in British Columbia. Der Highway verläuft im Tal des Elk Rivers in einem Teil der Rocky Mountains, den Kootenay Rockies. In Elkford endet der Highway als solcher, die Straße führt jedoch weiter Richtung Norden entlang des Flusstals.